# Irina Rudolfovna Pronyina
Irina Rudolfovna Pronyina (oroszul: Ирина Рудольфовна Пронина) (Moszkva, 1953. április 14. –) szovjet/orosz mérnök-űrhajósnő.

## Életpálya
Moszkvában a Bauman Műszaki Egyetemen szerzett villamosmérnöki diplomát. 1976-tól az  Energia NPO vállalatnál dolgozott, az űrhajósközponton dolgozott. Később a 292 NPO osztályon a Mir űrállomás energiaellátás fejlesztésén főmérnökként dolgozott. Gazdasági feladat végzésére áthelyezték a könyvelési osztályra.
1980. július 30-tól részesült űrhajóskiképzésben. Tényleges űrutazást nem végzett. 1992. július 23-án köszönt el az űrhajósoktól.

## Űrrepülések
Szojuz T–7 tartalék kutatóűrhajósa.

## Szakmai sikerek
Viselheti az űrhajós jelvényt. Több katonai és polgári kitüntetés tulajdonosa.